# Parigi-Bruxelles 1998
La Parigi-Bruxelles 1998, settantottesima edizione della corsa, si svolse il 12 settembre 1998 su un percorso di 256 km, con partenza da Soissons e arrivo a Bruxelles. Fu vinta dall'italiano Stefano Zanini della Mapei-Bricobi davanti ai suoi connazionali Mirko Celestino e Michele Bartoli. Oltre a tutto il podio, i ciclisti italiani occuparono 9 dei primi 10 posti dell'ordine d'arrivo.  

## Ordine d'arrivo (Top 10)
| Pos. | Corridore            | Squadra       | Tempo    |
| ---- | -------------------- | ------------- | -------- |
| 1    | Stefano Zanini       | Mapei-Bricobi | 5h48'00" |
| 2    | Mirko Celestino      | Team Polti    | a 3"     |
| 3    | Michele Bartoli      | Asics-CGA     | s.t.     |
| 4    | Emmanuel Magnien     | FDJ           | s.t.     |
| 5    | Franco Ballerini     | Mapei-Bricobi | a 1'16"  |
| 6    | Daniele Nardello     | Mapei-Bricobi | a 1'32"  |
| 7    | Fabio Sacchi         | Team Polti    | s.t.     |
| 8    | Andrea Tafi          | Mapei-Bricobi | s.t.     |
| 9    | Germano Pierdomenico | Cantina Tollo | a 1'49"  |
| 10   | Adriano Baffi        | Ballan        | s.t.     |